# Епігенез (геологія)
Епігене́з (рос.эпигенез, англ. epigenesis; нім. Epigenese f, Epigenesis f) — у геології — вторинні процеси, що зумовлюють будь-які зміни мінералів і гірських порід, у тому числі корисних копалин після їх утворення.

## Дотичні терміни
Епігенетичний, (рос.эпигенетический, англ. epigenetic, нім. epigenetische) — утворений пізніше комплексів, які його містять (про мінерал).